# ینیکاپی

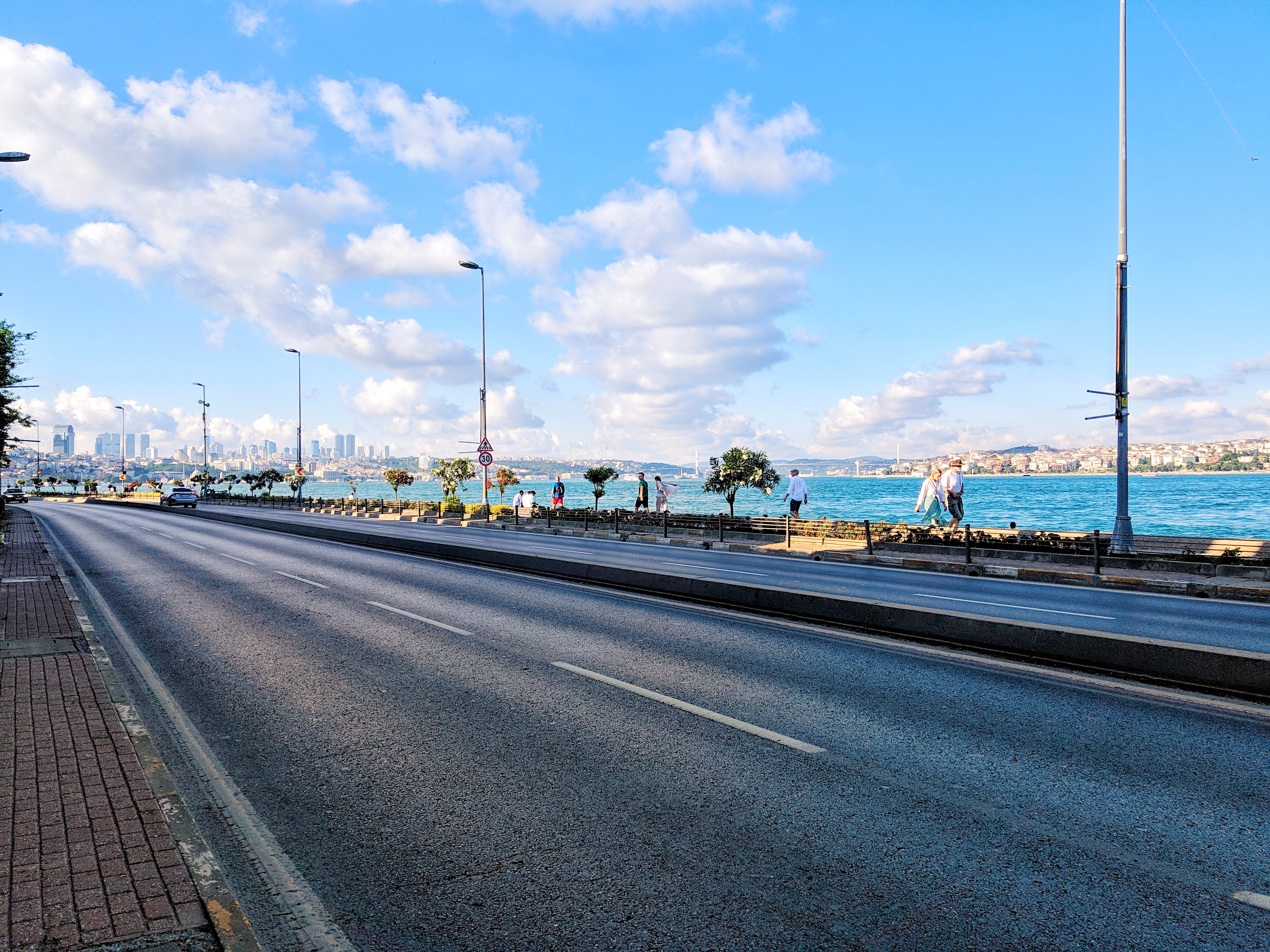
ینیکاپی

ینیکاپی (ترکی استانبولی: Yenikapı) یک محله و خیابان در بخش بزرگ فاتح در قسمت اروپایی استانبول است که در مجاورت تنگه بسفر قرار دارد. ینی کاپی در حفاری بندر بیزانتیوم در سال ۲۰۰۴ کشف شده‌است.